# Gerry Duggan
Gerald Joseph Duggan (Dublín, Irlanda, 10 de julio de 1910 - Sídney, Australia, 27 de marzo de 1992) fue un actor de carácter australiano nacido en Irlanda que apareció en muchas películas conocidas. También fue actor de teatro y televisión. Nunca alcanzó el estrellato, pero fue un rostro familiar en pequeños papeles de películas importantes como Goldfinger y televisión. Sus marcas registradas eran su acento irlandés, ceceo pronunciado y mandíbula prominente.

## Filmografía
- The Siege of Pinchgut (1959) – Pat Fulton
- A Tongue of Silver (1959) - oficial de policía[2]
- La hora final (1959) – sin créditos
- Tres vidas errantes (1960) – Shearer
- Dentist on the Job (1961) – Commissionaire
- Go to Blazes (1962) – Bombero
- Serena (1962) – Norman Cole
- The L-Shaped Room (1962) – Bert
- El sirviente (1963) – Waiter
- West 11 (1964) – Padre Dominic
- Goldfinger (1964) – Hawker, cadie de James Bond’s
- Ned Kelly (1970) - Padre O'Hea
- Ride a Wild Pony (1975) – Ingeniero de tren
- Mad Dog Morgan (1976) – Martin
- The Devil's Playground (1976) – Hermano Hanrahan
- The Singer and the Dancer (1977) – el Doctor
- The Picture Show Man (1977) – Secretario
- The Mango Tree (1977) – Scanlon
- Newsfront (1978) – Padre de Len
- My Brilliant Career (1979) - Squatter
- The Last of the Knucklemen (1979) – Old Arthur
- Slippery Slide (1980)
- Espérame en el infierno (1985) – vecino 1
- Dark Age (1987) – Joe Blunt